# Nordby (Samsø)
Nordby es una localidad situada en el municipio de Samsø, en la región de Jutlandia Central (Dinamarca), con una población estimada a principios de 2012 de unos 240 habitantes.
Se encuentra ubicada en la isla de Samsø, en la bahía de Kattegat, mar Báltico.